# Unión Trans del Uruguay
Unión Trans del Uruguay (también conocida como UTRU) es una organización uruguaya que promueve la defensa de los derechos de las personas trans, el acceso a servicios de salud y una sociedad que integre por la igualdad de las personas trans.Alejandra Spinetti Núñez fue su presidenta.

## Historia
La Unión Trans del Uruguay fue creada en 2013 con el fin de promover la participación y la defensa de los derechos de las personas trans en el Uruguay. Su actividad incluye aspectos de diversidad y género, participación y derechos.
Sus actividades comprenden participación en talleres a la comunidad y organización de eventos en coordinación con otras organizaciones en el reclamo de derechos humanos.